# Eiríkur Jónsson
Eiríkur Jónsson, född den 22 mars 1822, död den 30 april 1899, var en isländsk språkforskare.
Eiríkur Jónsson blev student från latinskolan på Bessastaðir 1846, studerade i Köpenhamn teologi och sedermera filologi, blev arnamagnaeansk stipendiat 1872 och var vice inspektör på Regensen från 1874 till sin död. Någon examen avlade han aldrig, men utvecklade likväl en inte obetydlig vetenskaplig verksamhet. 
Så medverkade han vid materialsamlingen till den av Cleasby projekterade isländsk-engelska ordboken (sedermera utgiven av Guðbrandur Vigfússon) och utarbetade för Det nordiske oldskriftselskabs räkning en handordbok över det klassiskisländska sagaspråket, som länge och för sin lätthanterlighets skull tämligen allmänt nyttjades. 
Vidare samarbetade han med Konráð Gislason vid redigeringen av texten i "Njáls saga" (1875) och med Finnur Jónsson vid utgivningen av Hauksbók (1892-96). Under en följd av år författade han för isländska litteratursällskapets räkning årsboken "Skirnirs" översikter över de viktigaste tilldragelserna utomlands samt skrev ett stort antal brev till tidningen "Ísafold". 
Rolf Nordenstreng skriver i Nordisk familjebok: "Utan att ega någon större vetenskaplig begåfning var J. likväl en flitig och nyttig arbetare med godt minne och stor samvetsgrannhet samt fint språköra och en författare med god, starkt personlig stil."